# Vetter Antal
Vetter Antal, Anton Vetter von Doggenfeld (Mestre, 1803. július 3. – Budapest, 1882. július 26.) honvéd tábornok, helyettes hadügyminiszter, a honvéd vezérkar főnöke.

## Pályafutása
Az akkor a Habsburg Birodalomhoz tartozó Velence elővárosában született egy vagyontalan, nemesi katonacsalád gyermekeként. Apja és anyai nagyapja is császári huszártiszt volt. Iskolai tanulmányait Pécsett kezdte el, 1815. április 11-én felvették a bécsújhelyi Mária Terézia Katonai Akadémiára. Az intézmény egyik legjobb növendéke volt, tanulmányait kiemelkedő eredménnyel fejezte be 1823 szeptemberében, amikor  előléptették zászlósnak. Katonai szolgálatát a Grazban állomásozó 38. gyalogezredben (itáliai (Brescia) hadkiegészítésű, akkor Prohaska, majd gróf Haugwitz sorgyalogezred) kezdte el. 1848. június 30-án nevezték ki alezredessé és a 37. gyalogezred egyik zászlóaljparancsnokává. Ő volt az első császári és királyi tiszt, aki felajánlotta szolgálatait a Batthyány-kormánynak. Júliustól zászlóaljával részt vett a délvidéki harcokban, szeptember 2-án egysége jelentős szerepet játszott a perlaszi ütközetben. A délvidéki harcokban meglévő ismeretei mellé komoly vezetési és harcászati tapasztalatot szerzett, így ő lett a szabadságharc egyik legképzettebb tábornoka. Szeptember 22-én ezredessé, november 5-én vezérőrnaggyá léptették elő. Őt bízták meg a honvédtáborkar (mai szóval vezérkar) szervezésével és december 4-én annak vezetőjévé nevezték ki. Beosztását a délvidéki harcok miatt csak december 20-án, Windisch-Grätz támadásának megindulása után tudta átvenni. Helyettesével, Klapka Györggyel együtt ő készítette el a magyar seregek visszavonulásának és a magyar seregek összpontosításának tervét.

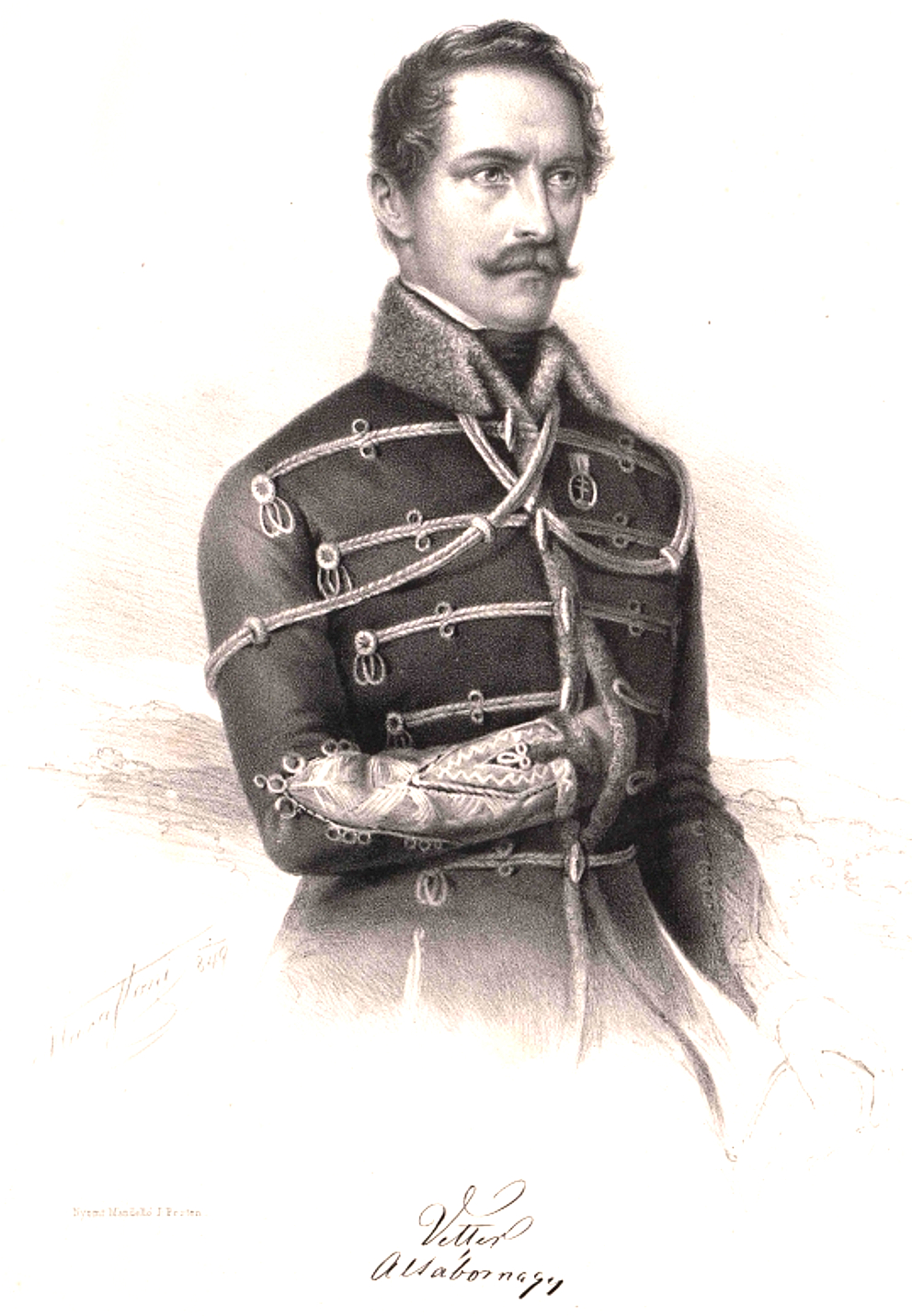
Vetter Antal (Marastoni József litográfiája)

Mészáros Lázár távollétében, december 28-ától 1849. január 18-áig ő vezette a hadügyminisztériumot, a főváros feladásakor jelentős szerepet játszott a fegyvergyárak és hadikészletek Tiszántúlra irányításában. A Henryk Dembiński elleni lázadás hírére Kossuth Lajos őt is magával vitte Tiszafüredre és március 8-án őt nevezték ki – az erdélyi hadsereg kivételével – a magyar seregek főparancsnokának, egyúttal altábornaggyá léptették elő. Hatalmas szakmai tudása ellenére Vetter Antal nem volt népszerű a honvédsereg tisztjei körében. Kidolgozta az ellentámadás tervét, de annyira felingerelte tisztjeinek engedetlensége, hogy március 28-án megbetegedett és két hónapig súlyos betegen feküdt. Utóda a fővezérségben Görgei Artúr lett, aki a tavaszi hadjáratot jelentős részben az ő tervei alapján vezette. Felgyógyulása után a déli hadsereg parancsnoka lett, és július 14-én a kishegyesi ütközetben legyőzte Jellasics hadtestét. Augusztus 7-én tiltakozásul Dembinski főparancsnoki tevékenysége ellen lemondott a parancsnokságról.

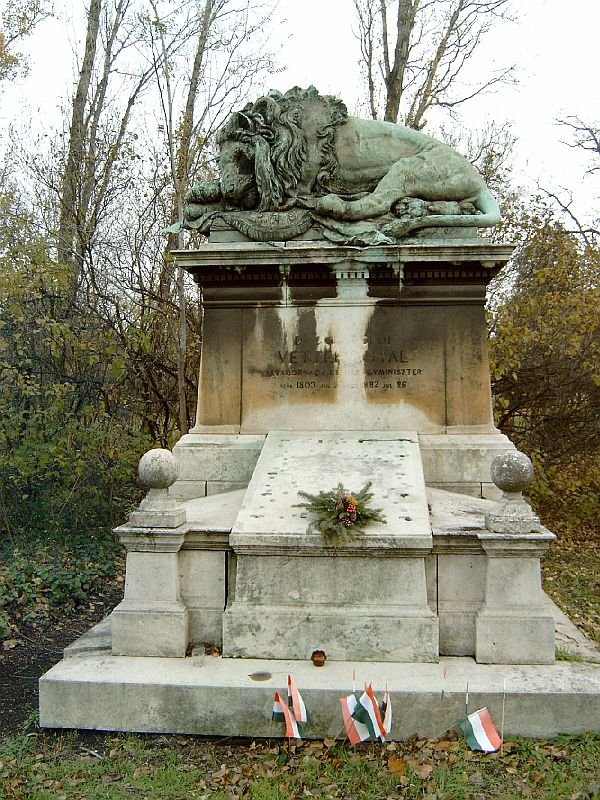
Vetter Antal síremléke Budapesten. Kerepesi temető: 24/1-körönd. Strobl Alajos alkotása.

A szabadságharc bukása után Magyarországon, az erdélyi havasokban bujkált és csak 1850-ben szökött Hamburgba. 1859-ben részt vett az olaszországi magyar légió szervezésében és annak parancsnoka volt. 1866. július 15-én megalakult a poroszországi magyar légió. Parancsnoka Klapka György, főfelügyelője Vetter Antal, lovassági parancsnoka Bethlen Gergely volt. Vetter az 1560 fős alakulat szervezési feladatait látta el. A légió augusztus 3-án magyar területre hatolt, de néhány nap múlva távozni kényszerült. Bismarck október 7-én rendelte el az alakulat feloszlatását. Vetter a kiegyezés után hazatért, és Andrássy Gyula tanácsadójaként részt vett a magyar királyi honvédség megszervezésében. A honvédségben nem kapott beosztást, mert poroszországi szereplése miatt I. Ferenc József király nem járult hozzá, hogy katonai szolgálatba lépjen.
Német nyelven megírta emlékiratait (Országos Széchényi Könyvtár kézirattára. Quart. Hung 3030), amit Abafi-Aigner Lajos fordított magyarra.

## Kortársak Vetterről
„Vetter mindig katonai tudományokkal foglalkozott, melyek nála első sorban állottak és egész valója a régi komoly katonát árulta el, a minőket a forradalom nem kedvel. De Vetter épp úgy a cs. kir., mind a magyar hadseregben nagy tiszteletben állott és azon kevés magyar tábornokok egyike volt, kik minden körülmények közt engedelmeskedni tudtak. Egészében véve Vetter legbecsületesebb jellemű ember, alaposan képzett tábornok, jó és határozott vezér, szigorú főnök és barátságos bajtárs volt.” (Gelich Richárd: Magyarország függetlenségi harcza 1848- 1849. I. k. Budapest, 1882.)
„Terjedt hadi tudománya, melyet a bánságban a szerbek elleni hadjárat alkalmával több ízben tanúsított az alezredesi rangból, melyet elébb a cs. kir. seregben elfoglalt, őt gyorsan tábornokká s a táborvezérkar főnökévé emelte.” (Horváth Mihály: Magyarország függetlenségi harczának története 1848 és 1849-ben, 2. k.; Genf, 1865.)
„1859. kedd, április 5. (...) Vetter nagy szükségben van; Zähnsdorf közbenjárására Kossuth egy angol katonai iskolában Vetternek headmasterságot szerzett, mely 120-200 St. évi fizetéssel jár; Vetter jőni akart Kossuthhoz köszönetét kifejezni, de ez azt izené, hogy ő ellenségeivel is örömest tesz jót, ahol lehet; de köszönetét és látogatását Vetternek nem óhajtja elfogadni. Vetter viszont ismét testét-lelkét felajánlotta Kossuthnak, ha a dolog ismét valamire kerül, csak parancsoljon vele, sat.” (Tanárky Gyula: A Kossuth-emigráció szolgálatában. Tanárky Gyula naplója (1849-1866), Szépirodalmi Könyvkiadó, 1961., 45. o.)
Síremlékét 2010. március 31-ig a Nemzeti Emlékhely és Kegyeleti Bizottság felújíttatta. Sírjának mai képe.